# Sopronkőhida
Sopronkőhida (Duits: Steinambrückl) is een plaats in West-Hongarije met 1312 inwoners (2001). Sopronkőhida is een stadsdeel van Sopron en ligt aan de Oostenrijkse grens nabij Sankt Margarethen im Burgenland.
Sopronkőhida is in Hongarije bekend vanwege de gevangenis die zich hier sinds 1886 bevindt. Tot de politieke gevangenen die hier zaten behoorde de publicist en verzetsstrijder Endre Bajcsy-Zsilinszky, die er in 1944 werd geëxecuteerd.
Op 19 augustus 1989 vond hier aan de grens de Pan-Europese picknick plaats, waarmee het IJzeren Gordijn voor het eerst geopend werd.